# Blankskáli
Blankskáli eller Blankaskáli, er en tidligere bygd på Kalsoys sydvestlige kyst på Færøerne. Stedet var velegnet for korndyrkning, og det formodes, at dette var den ældste bosættelse på Kalsoy. 
I 1584 var der fire huse i Blankskáli og i 1801 boede der 29 personer. Det tog indbyggerne halvanden time at gå til fods til Húsar, til kirken.
Et jordskred ramte bygden i 1809, og til trods for at det ikke gjorde stor skade, bestemte samtlige bygdens indbyggere sig for at flytte bort. De grundlagde Syðradalur på østkysten i 1812, og Blankskáli har været helt fraflyttet siden 1816.
Ruinerne og de tidligere dyrkede marker kan i nutiden ses fra Leirvík. Fra Syðradalur kan man nå stedet med en vanskelig bjergvandring.